# Beisbol als Jocs Olímpics d'estiu de 1964
Als Jocs Olímpics d'Estiu de 1964 celebrats a la ciutat de Tòquio (Japó) es disputà una prova de beisbol com a esport de demostració dins el programa oficial dels Jocs.
L'únic partit disputat es realitzà el dia 11 d'octubre de 1964 davant una audiència d'uns 50.000 espectadors.

## Resultats
| Equip        |       | Equip |
| ------------ | ----- | ----- |
| Estats Units | 6 - 2 | Japó  |